# Anguil
Anguil est une localité rurale argentine située dans le département Capital et dans la province de La Pampa.

## Démographie
La localité compte 1 705 habitants (Indec, 2010), soit une augmentation de 8 % par rapport au précédent recensement de 2001 qui comptait 1 630 habitants.